# Kościół Niepokalanego Poczęcia Najświętszej Maryi Panny w Jasienicy Rosielnej
Kościół Niepokalanego Poczęcia Najświętszej Maryi Panny – rzymskokatolicki kościół parafialny należący do dekanatu Domaradz archidiecezji przemyskiej.

## Historia
Jest to świątynia wzniesiona w 1770 roku. Ufundowali go Marianna i Ignacy Załuski, starosta chęciński i ojcowski. W 1881 roku była remontowana – zmieniono wtedy pokrycie dachu z gontu na blachę. W 1930 roku remontował go Marian Stroiński, natomiast w latach 60 XX wieku zostało wymienione oszalowanie ścian przez Józefa Ćwiąkałę, oraz została odnowiona polichromia przez Ryszarda Politowskiego. W latach 1986–1990 i 1997–2004 konserwatorzy Kazimiera i Kazimierz Wajdowie remontowali świątynię.

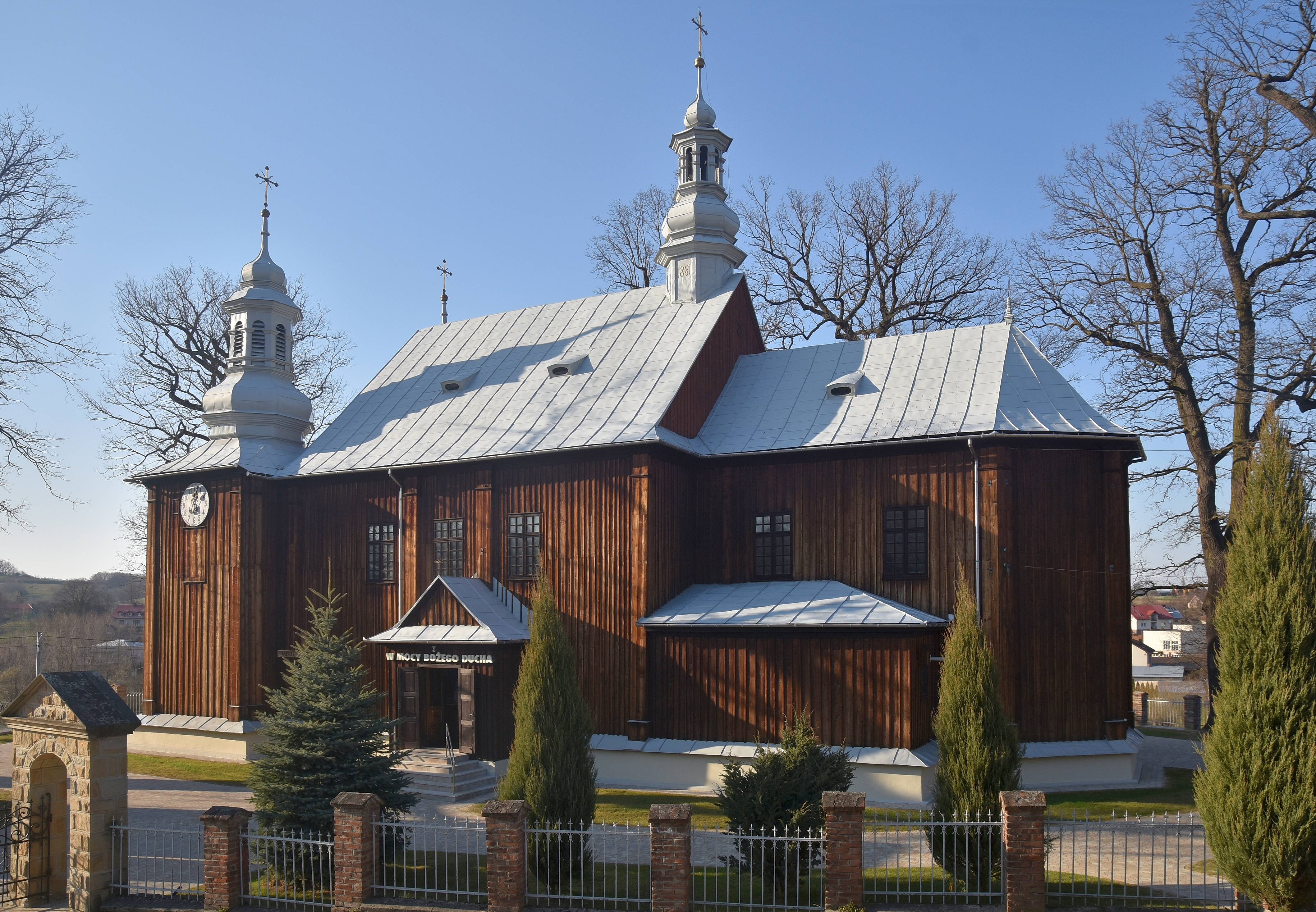
Elewacja boczna
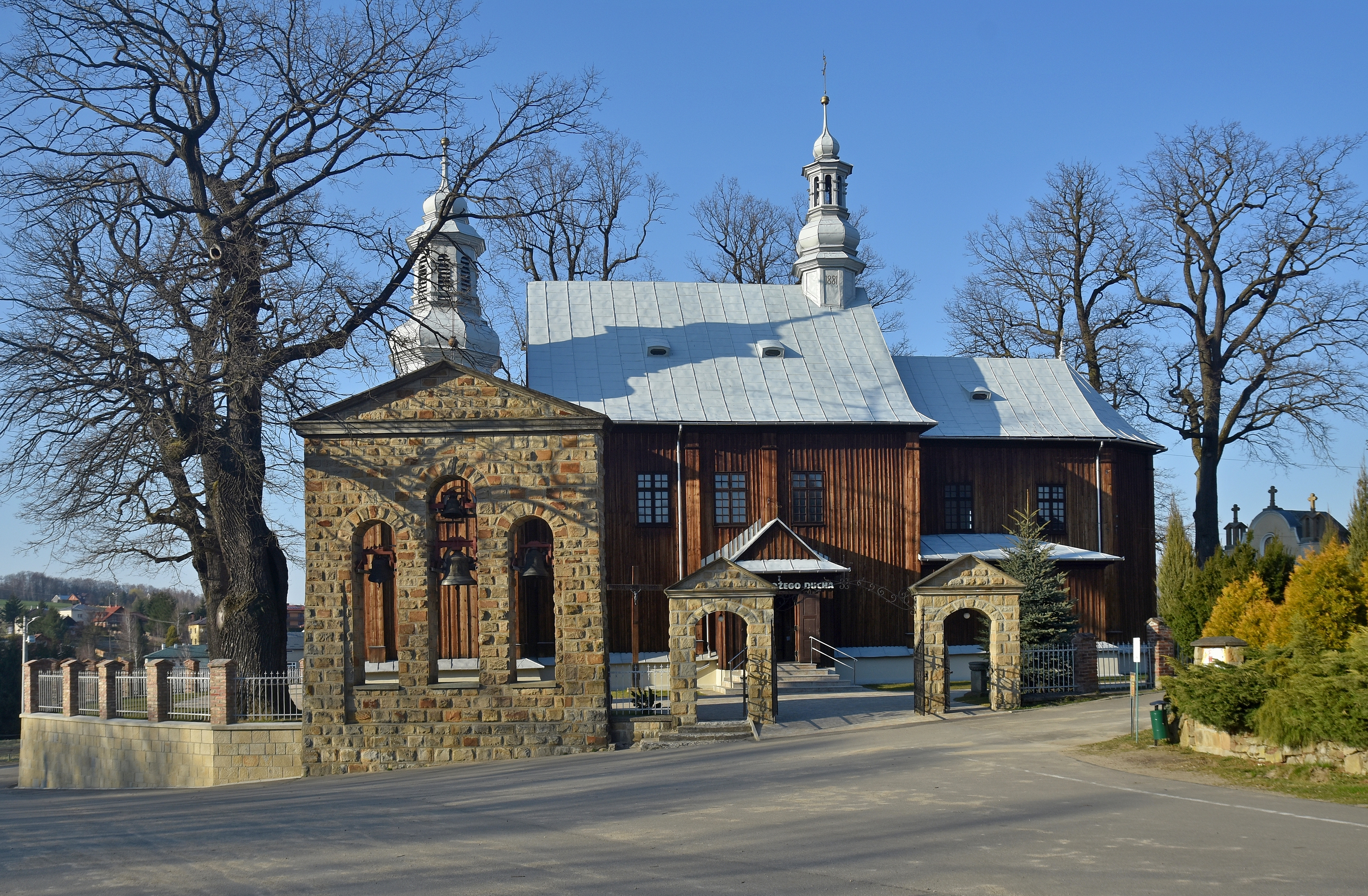
Widok ogólny
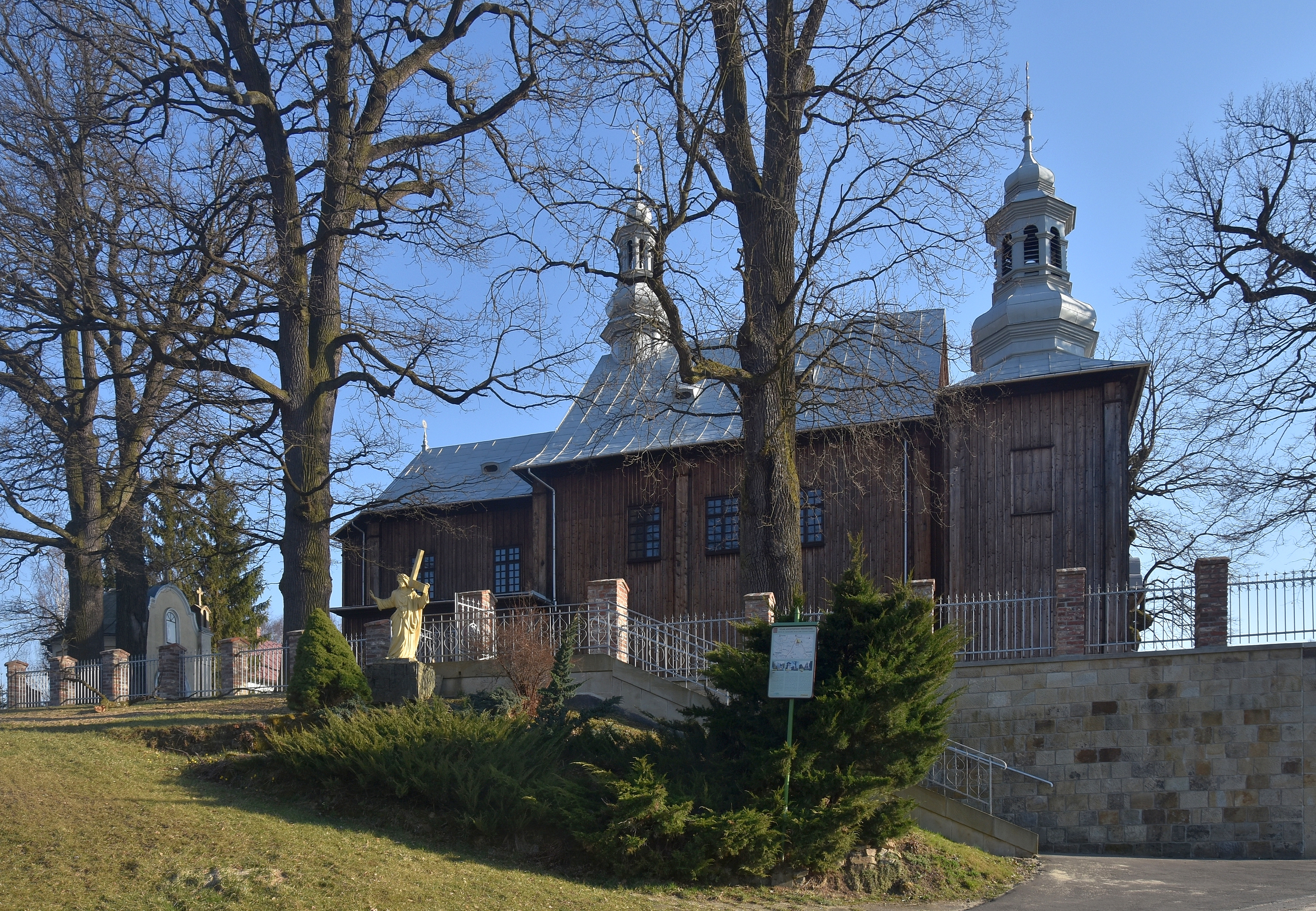
Elewacja boczna

## Architektura
Jest to budowla drewniana, trzynawowa, orientowana, posiadająca konstrukcję zrębową, wzniesiona w stylu późnobarokowym. Posiada prezbiterium mniejsze w stosunku do nawy, zamknięte trójbocznie z bocznymi zakrystią i składzikiem. Od frontu znajduje się fasada dwuwieżowa z zegarem z 1810 roku, wykonanym przez kowala Plajznera z kruchtą na środku, zwieńczoną trójkątnym szczytem. Niskie wieże posiadają konstrukcję słupowo – ramową. Są one zwieńczone baniastymi, barokowymi blaszanymi dachami hełmowymi z latarniami. Druga kruchta znajduje się z boku nawy. Budowla nakryta jest dachem dwukalenicowym, złożonym z blachy. Na dachu znajduje się sześcioboczna wieżyczka na sygnaturkę, zwieńczona baniastym blaszanym dachem hełmowym z latarnią. Wnętrze dzielą na trzy nawy dwa rzędy po dwa filary z arkadami. Wnętrze nakryte jest stropem płaskim z fasetą, obejmującym nawę i prezbiterium. Chóru muzyczny posiada falisty wykrój parapetu i jest podparty dwoma słupami/ Na chórze znajduje się rokokowy prospekt organowy pochodzący z końca XVIII wieku i rozbudowany w 1926 roku przez Wojciecha Ryczaja. Belka tęczowa posiada falisty wykrój, na belce jest umieszczona rokokowa Grupa Pasyjna z 2 połowy XVIII wieku.

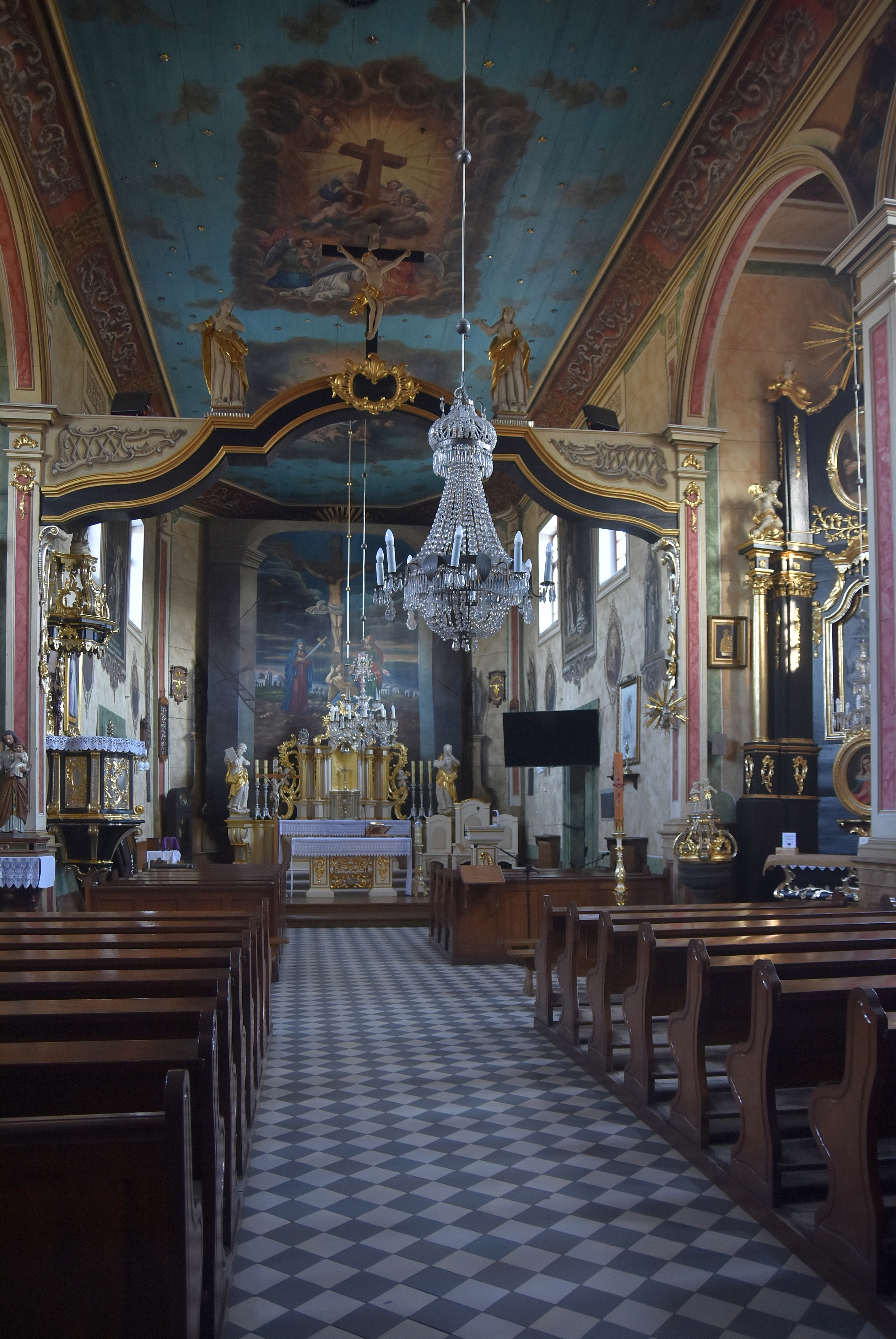
Wnętrze
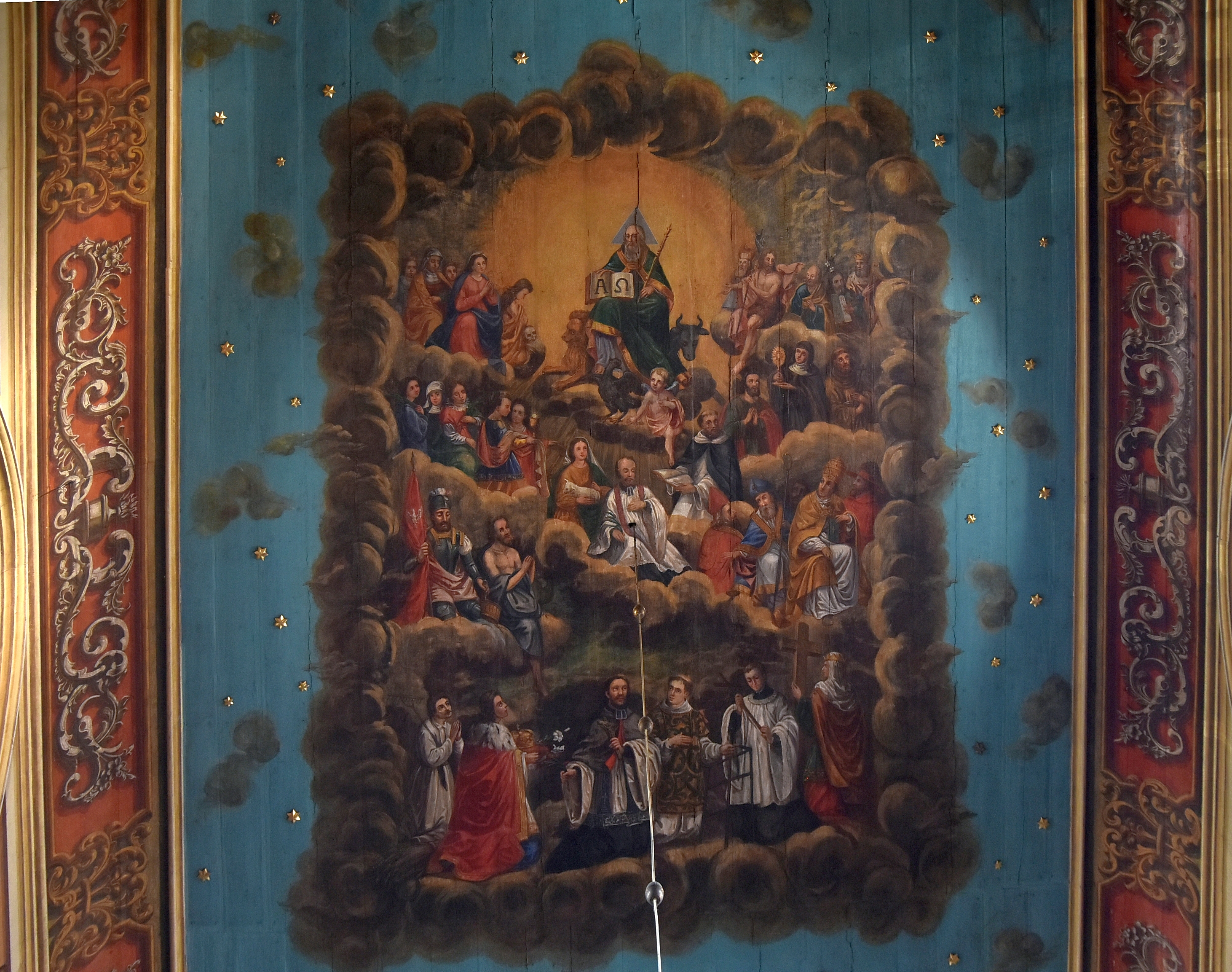
Fragment polichromii
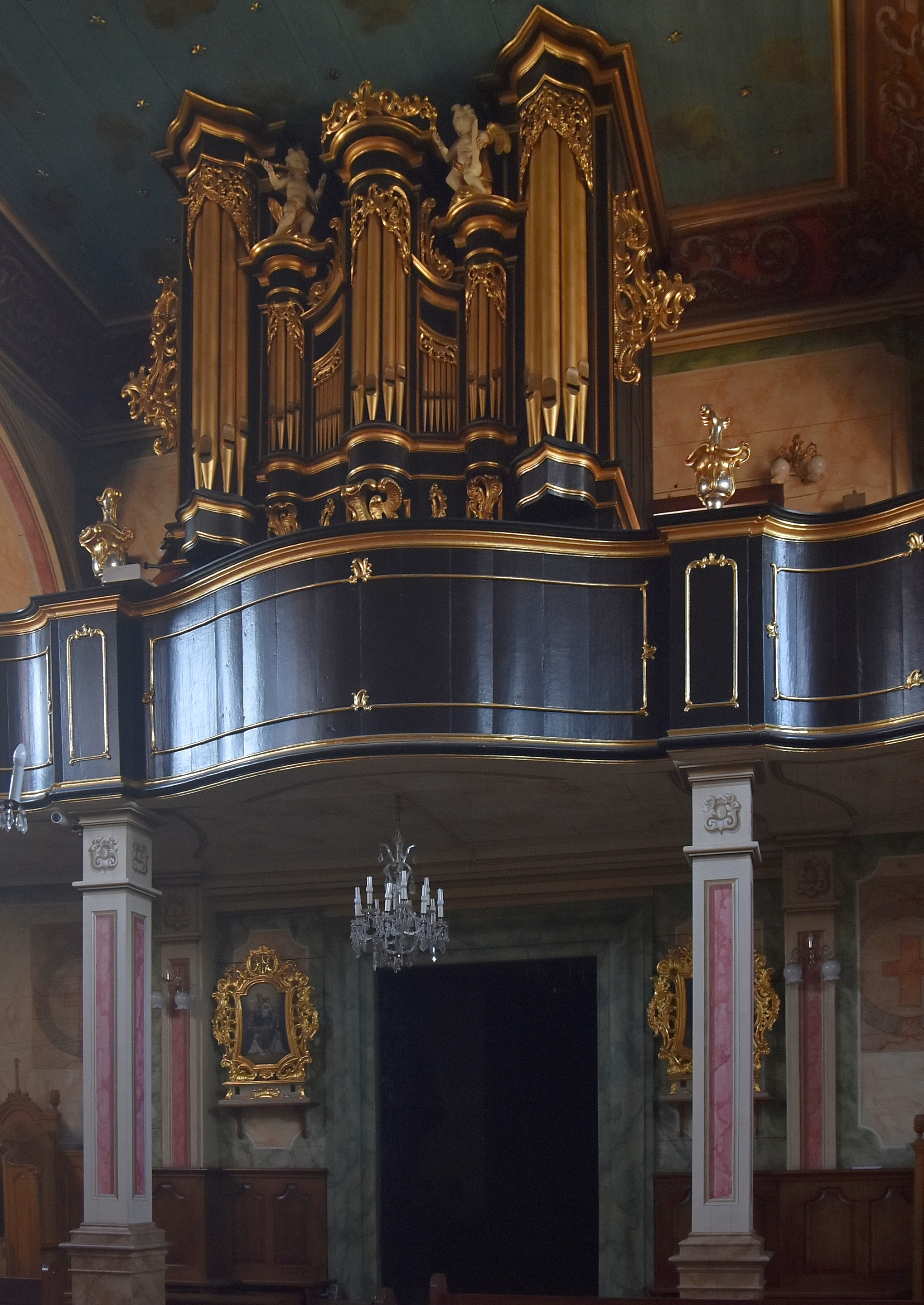
Empora

Polichromia figuralno – ornamentalna i iluzjonistyczna została wykonana w 1870 roku przez Jana Tabińskiego, następnie została przemalowana w 1930 roku przez Mariana Stroińskiego. Na stropie w prezbiterium są przedstawione sceny Wniebowzięcia i Adoracji Krzyża, natomiast w nawie postać Boga Ojca w otoczeniu Świętych. W nawach bocznych znajdują się wizerunki Świętych: Marii Magdaleny, Ignacego, Izydora, Franciszka i Jana Kantego oraz scena Przekazania kluczy Świętemu Piotrowi przez Chrystusa. Na ścianach w prezbiterium jest przedstawiona podobizna Jezusa ratującego św. Piotra na morzu oraz podobizny Jezusa i Jawnogrzesznicy i Świętych: Andrzeja Boboli, Stanisława Kostki, Brata Alberta, Kingi, Wojciecha i Stanisława i Królowej Jadwigi. Nad filarami znajdują się postacie Czterech Ewangelistów. W kruchcie są przedstawieni święci: Hieronim, Grzegorz Wielki, Augustyn, Bazyli Wielki. Całość jest dopełniona przez ornament wici roślinnej. Zachowały się krzyże konsekracyjne pochodzące z końca XVIII wieku. Ołtarz główny i dwa boczne, ambona, konfesjonały i ławki kolatorskie w stylu rokokowym pochodzą z końca XVIII wieku. Kamienna chrzcielnica w stylu barokowym posiada rokokową drewnianą pokrywę z rzeźbą Chrztu Chrystusa. Na ścianach świątyni są zawieszone portrety wspomnianych wyżej fundatorów budowli – Ignacego i Marianny Załuskich oraz epitafia tej rodziny z XIX wieku. W kruchcie zachował się nadpalony krucyfiks, znajdujący się dawniej w spalonym w 1970 roku kościele cmentarnym z 1710 roku. Pod prezbiterium świątyni znajdują się krypty.